# Pervomajskij (Distretto di Šemonaiha)
Pervomajskij (in russo Первомайский?, traslitterazione anglosassone: Pervomayskiy) è un villaggio del Kazakistan situato nella regione del Kazakistan Orientale e, precisamente, nel distretto di Šemonaiha.
È situato a 5 km dal fiume Irtysh e 56 km a Nord-Ovest della città di Öskemen già conosciuta come Ust-Kamenogorsk (in russo: Усть-Каменогорска).

## Geografia fisica
Il villaggio è situato tra i Monti Altaj (oltre 4000 m) che si estendono tra Kazakistan, Russia, Mongolia e Cina, ed in prossimità del fiume Irtyš.

## Origini del nome
Pervomajskij in russo Первомайский?, toponimo slavo molto diffuso, letteralmente relativo al Primo maggio, in Russia e nei nuovi Stati dell'ex Unione Sovietica ci sono circa una settantina di paesi o villaggi con questo nome.

## Economia

### Industrie
Nelle vicinanze del villaggio di Pervomajskij è situato un importante impianto chimico nucleare di importanza strategica durante il periodo Sovietico ora in disuso.

## Infrastrutture e trasporti

### Aeroporti
La città è servita dall'Aeroporto di Ust-Kamenogorsk che si trova a 45 km dall'insediamento.